# Warham
Warham is een civil parish in het bestuurlijke gebied North Norfolk, in het Engelse graafschap Norfolk met 193 inwoners.